# Haute-Banio
 (février 2018).
Si vous disposez d'ouvrages ou d'articles de référence ou si vous connaissez des sites web de qualité traitant du thème abordé ici, merci de compléter l'article en donnant les références utiles à sa vérifiabilité et en les liant à la section « Notes et références ».
La Haute-Banio est un département du sud du Gabon dans la province de la Nyanga. Sa préfecture est Ndindi. Il tire son nom de la lagune Banio. Il compte 1 413 habitants en 2013 et a une densité de population d’environ 0,8 hab/km2.
Sa capitale est Ndindi.